# Unterstützende Parodontaltherapie
Unter einer unterstützenden Parodontaltherapie (UPT; engl.: SPT – Supportive Periodontal Therapy; auch Parodontalnachsorge, Erhaltungstherapie sowie – nicht ganz korrekt – Recall)  versteht man in der Zahnmedizin ein systematisches Nachsorgeprogramm, das sich nahtlos an die zahnärztliche Behandlung der Parodontitis anschließen sollte. Da es bei vorher parodontal erkrankten und erfolgreich behandelten Zähnen lebenslang zum Rezidiv (einem Wiederaufflammen der Parodontitis) kommen kann, soll dies durch die UPT möglichst frühzeitig erkannt, möglichst verzögert oder sogar ganz verhindert werden.

## Inhalte
Der Pflegezustand der Zähne und besonders der Zahnzwischenräume wird durch Anfärben der bakteriellen Plaque-Beläge dargestellt und überprüft. Der Patient wird informiert und bei Bedarf zur Verbesserung seiner Mundpflege remotiviert. Anschließend werden alle harten und weichen Zahnbeläge und Auflagerungen entfernt. Die Zahnoberflächen werden poliert. In regelmäßigen Abständen (etwa 6 bis 12 Monate) wird an mehreren Stellen jedes Zahnes die Tiefe der Zahnfleischtasche sowie mögliche Blutungsneigung aus der Tasche mit speziellen Sonden gemessen und als PSI-Code erfasst. Diese und andere Befunde werden im Parodontalstatus zusammengefasst, welcher eine präzise Zustandsbeschreibung des Zahnhalteapparates (Parodont) ermöglicht.

## Unterstützende  postimplantologische Therapie
Sehr ähnliche Mechanismen, die am natürlichen Zahn zur Parodontitis führen, werden auch an Zahnimplantaten beobachtet, die zur Periimplantitis führen. Analog zur Unterstützenden Parodontaltherapie wird eine Unterstützende postimplantologische Therapie (UIT) empfohlen.

## Durchführung
Die Durchführung erfolgt mittels Professioneller Zahnreinigung (PZR). Man versteht darunter eine umfassende mechanische Reinigung der Zähne, die die Defizite der täglichen Mundhygiene beseitigt.
Die UPT wird in Deutschland durch den Zahnarzt oder durch entsprechend fortgebildete Zahnmedizinische Fachangestellte (Zahnmedizinischer Prophylaxeassistent; Zahnmedizinischer Fachassistent; Dentalhygieniker) erbracht. Für alle Patienten erfolgt die UPT in der Regel alle 3 bis 6 Monate oder es werden individuell risikoabhängig Frequenzen der Durchführung festgelegt.

## Akzeptanz durch Patienten
Nach wissenschaftlichen Untersuchungen liegt die Patienten-Akzeptanz (Compliance) in der UPT weltweit bei nur etwa 30 % nach 3–5 Jahren. Über die Patientencompliance in der UIT gibt es kaum Daten. Eine Studie der Universität Freiburg fand Akzeptanzraten von etwa 90 % in den ersten drei Jahren.

## Prognose
Bei Patienten mit guter UPT-Compliance ist die Prognose auch für bereits stärker erkrankte Zähne relativ gut, diese können oft noch über Jahre erhalten werden.

## Abrechnung
Die UPT ist lange keine Leistung der gesetzlichen Krankenversicherung gewesen. Seit 1. Juli 2021 übernehmen die Krankenkassen jedoch diese Kosten. Die Kosten für eine PZR belaufen sich je nach Zahnzahl, Aufwand und Ausführung auf etwa 35 bis 150 Euro. Mit Inkrafttreten der Novellierung der Gebührenordnung für Zahnärzte (GOZ) zum 1. Januar 2012 werden gemäß Gebührenposition 1040 bei durchschnittlichem Aufwand (2,3-facher Faktor) 3,62 Euro pro Zahn berechnet.